# Anisopheidole antipodum
Anisopheidole antipodum é uma espécie de formiga do gênero Anisopheidole, pertencente à subfamília Myrmicinae.